# Spiritual Unity

Spiritual Unity est un disque du saxophoniste Albert Ayler enregistré le 10 juillet 1964 à New York sur le label ESP.

## Musiciens
- Albert Ayler (saxophone)
- Gary Peacock (contrebasse)
- Sunny Murray (batterie)

## Titres
1. Ghosts : first variation (Albert Ayler)
2. The wizard (Albert Ayler)
3. Spirits (Albert Ayler)
4. Ghosts : second variation (Albert Ayler)